# نادابورام
قرية نادابورام (Nadapuram) قرية معروفة تقع في مقاطعة كاليكوت (Calicut) في منطقة شمال غرب ولاية كيرلا بالهند، وقد فازت بانشايات نادابورام بجائزة أفضل بانشايات في مقاطعة كوريكود طوال سبع سنوات متتالية تحت قيادة السيد سوبي ناريكاتيري، كما حصلت العديد من الجوائز منها جائزة حكومية من قبل ولاية كيرلا، بالإضافة إلى أنها أولى بانشايات في الولاية التي نالت اعتماد المنظمة الدولية للمعايير (ISO) في كيرلا. وعدد السكان يأتي حوالي 40 آلاف بما فيهم الهندوسيون والمسلمون وغيرهم معظم الناس يعملون خارج الهند، وخاصة في منطقة الخليج.

## المناخ
يظهر الجدول التالي التغييرات المناخية على مدار السنة لنادابورام:
| البيانات المناخية لـنادابورام     | البيانات المناخية لـنادابورام | البيانات المناخية لـنادابورام | البيانات المناخية لـنادابورام | البيانات المناخية لـنادابورام | البيانات المناخية لـنادابورام | البيانات المناخية لـنادابورام | البيانات المناخية لـنادابورام | البيانات المناخية لـنادابورام | البيانات المناخية لـنادابورام | البيانات المناخية لـنادابورام | البيانات المناخية لـنادابورام | البيانات المناخية لـنادابورام | البيانات المناخية لـنادابورام |
| الشهر                             | يناير                         | فبراير                        | مارس                          | أبريل                         | مايو                          | يونيو                         | يوليو                         | أغسطس                         | سبتمبر                        | أكتوبر                        | نوفمبر                        | ديسمبر                        | المعدل السنوي                 |
| --------------------------------- | ----------------------------- | ----------------------------- | ----------------------------- | ----------------------------- | ----------------------------- | ----------------------------- | ----------------------------- | ----------------------------- | ----------------------------- | ----------------------------- | ----------------------------- | ----------------------------- | ----------------------------- |
| متوسط درجة الحرارة الكبرى °م (°ف) | 31.6 (88.9)                   | 32.1 (89.8)                   | 33.1 (91.6)                   | 33.4 (92.1)                   | 32.8 (91.0)                   | 29.6 (85.3)                   | 28.3 (82.9)                   | 28.8 (83.8)                   | 29.5 (85.1)                   | 30.3 (86.5)                   | 31.0 (87.8)                   | 31.3 (88.3)                   | 31.0 (87.8)                   |
| متوسط درجة الحرارة الصغرى °م (°ف) | 21.6 (70.9)                   | 22.8 (73.0)                   | 24.4 (75.9)                   | 25.7 (78.3)                   | 25.5 (77.9)                   | 23.8 (74.8)                   | 23.2 (73.8)                   | 23.5 (74.3)                   | 23.5 (74.3)                   | 23.6 (74.5)                   | 23.1 (73.6)                   | 21.8 (71.2)                   | 23.5 (74.4)                   |
| معدل هطول الأمطار مم (إنش)        | 4 (0.2)                       | 4 (0.2)                       | 18 (0.7)                      | 88 (3.5)                      | 305 (12.0)                    | 907 (35.7)                    | 1٬115 (43.9)                  | 561 (22.1)                    | 284 (11.2)                    | 267 (10.5)                    | 121 (4.8)                     | 23 (0.9)                      | 3٬697 (145.7)                 |
| المصدر: Climate-Data.org          |                               |                               |                               |                               |                               |                               |                               |                               |                               |                               |                               |                               |                               |